# Romain Del Castillo
Romain Del Castillo (* 29. března 1996) je francouzský fotbalista, který hraje jako záložník nebo pravé křídlo za Stade Brest. Je bývalým mládežnickým reprezentantem Francie.

## Klubová kariéra

### Lyon
V Ligue 1 debutoval 20. listopadu 2015 proti OGC Nice, v 64. minutě střídal Sergiho Dardera (Lyon prohrál 0:3).
V sezóně 2016/2017 byl na hostování v Bourg-Péronnas, v sezóně 2017/2018 byl na hostování v Nîmes.

### Rennes
V červnu 2018 podepsal Del Castillo čtyřletou smlouvu se Stade Rennes, přestupová částka činila 2 miliony eur. 26. srpna 2021 vstřelil v play-off předkole Evropské konferenční ligy proti Rosenborgu svůj první gól v evropských soutěžích (výhra 3:1)

### Brest
31. srpna 2021 podepsal smlouvu s Brestem. V listopadu 2023 prodloužil smlouvu do roku 2027. V sezóně 2023/2024 přispěl ke 3. příčce v Ligue 1 a postupu do Ligy mistrů UEFA (šlo o první účast klubu v evropských soutěžích).